# Emílson Sánchez Cribari
Emílson Sánchez Cribari, född 6 mars 1980, är en brasiliansk mittback. Han har tillbringat större delen av sin seniorkarriär i Italien där han spelat över hundra matcher för både Empoli och Lazio. Den 6 augusti 2012 skrev Cribari på ett tvåårskontrakt med den skotska klubben Rangers.